# Wielkie Góry (Ukraina)
Wielkie Góry (ukr. Великі Гори) – wieś na Ukrainie, w rejonie jaworowskim obwodu lwowskiego.